# Andrij Lunin
Andrij Olexijovyč Lunin (ukrajinsky Андрій Олексійович Лунін; 11. února 1999 v Krasnohradu, Ukrajina) je ukrajinský profesionální fotbalista, který hraje jako brankář za španělský klub Real Madrid a ukrajinskou reprezentaci.

## Klubová kariéra

### FK Dnipro
Od léta 2016, po absolvování mládežnické sportovní školy, hrál v rezervním týmu FK Dnipra. V hlavním týmu debutoval 16. října 2016, když mu bylo 17 let, jako hráč základní sestavy v zápase proti klubu FK Karpaty Lvov v Premjer-lize. Po zbytek sezóny byl brankářskou jedničkou hlavního týmu, za který odchytal celkem 25 zápasů. Na konci sezóny sestoupilo FK Dnipro kvůli finančním nesrovnalostem do druhé ukrajinské ligy, díky čemuž mohlo mnoho hráčů (včetně Lunina) klub opustit.

### FK Zorja Luhansk
Sezónu 2017/18 strávil v klubu FK Zorja Luhansk, kde se opět brzy prosadil jako brankářská jednička. Lunin debutoval 14. září 2017 v Aréně Lviv při prohře 0:2 s Östersunds FK ve skupinové fázi Evropské ligy UEFA. V této sezóně odehrál 36 zápasů, včetně 6 zápasů v Evropské lize.

### Real Madrid
Dne 19. června 2018 se Real Madrid dohodl se Zorjou Luhanks na smlouvě Lunina za 8,5 milionů EUR, s možností 5 milionů EUR navíc. Smlouva byla uzavřena o čtyři dny později a stal se tak prvním Ukrajincem, který za klub hrál. Dne 27. srpna 2018 byl na sezónu poslán na hostování do klubu CD Leganés, který působí v Primera División (La Liga). V polovině hostování prohlásil, že je spokojen s tím, že je druhou volbou po Ivánu Cuéllarovi, a že hostování dokončí.
Dne 13. srpna 2019 byl na sezónu 2019/20 poslán na hostování do Realu Valladolid. Dne 15. října 2019 byl zařazen do výběru 20 nejlepších hráčů do 21 let pro ocenění Golden Boy 2019.
Dne 15. ledna 2020 skončilo hostování v Realu Valladolid. Ve stejný den oznámil Real Oviedo hostování Lunina do 30. června 2020.
V hlavním týmu Realu Madrid debutoval při prohře 1:2 s CD Alcoyano v Copa del Rey 2020/21.

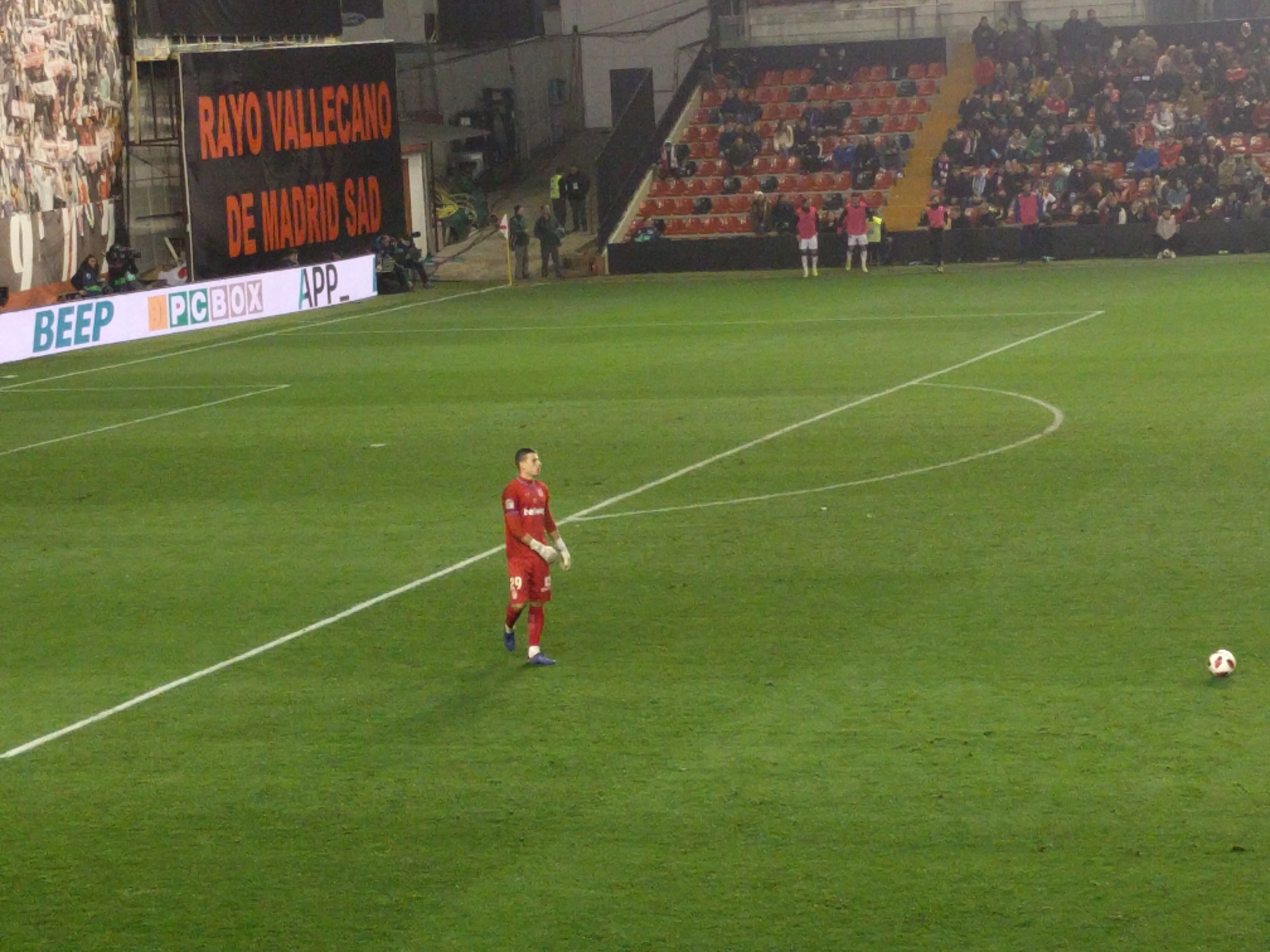
Lunin v zápase Copa del Rey s CD Leganés

## Mezinárodní kariéra
Lunin debutoval v ukrajinské reprezentaci dne 23. března 2018 ve svých 19 letech v přátelském utkání se Saúdskou Arábií (1:1).
V roce 2019 vyhrál spolu s ukrajinskou reprezentací do 20 let mistrovství světa (první vítězství Ukrajiny na tomto mistrovství). Odehrál 6 ze 7 zápasů, přičemž čtvrtfinálový zápas proti Kolumbii musel vynechat, protože byl povolán na kvalifikační zápasy kvalifikace na Mistrovství Evropy 2020 proti Srbsku a Lucembursku. Po finálovém vítězství 3:1 nad Jižní Koreu získal Lunin Zlatou rukavici jako nejlepší brankář turnaje.

## Kariérní statistiky
Aktualizováno 20. ledna 2021
| Klub                        | Sezóna         | Liga             | Liga   | Liga | Národní pohár | Národní pohár | Kontinentální | Kontinentální | Celkem | Celkem |
| Klub                        | Sezóna         | Division         | Zápasy | Góly | Zápasy        | Góly          | Zápasy        | Góly          | Zápasy | Góly   |
| --------------------------- | -------------- | ---------------- | ------ | ---- | ------------- | ------------- | ------------- | ------------- | ------ | ------ |
| FK Dnipro                   | 2016–17        | Premjer-liha     | 22     | 0    | 3             | 0             | —             | —             | 25     | 0      |
| FK Zorja Luhansk            | 2017–18        | Premjer-liha     | 29     | 0    | 1             | 0             | 6             | 0             | 36     | 0      |
| Real Madrid                 | 2018–19        | Primera División | 0      | 0    | 0             | 0             | 0             | 0             | 0      | 0      |
| Real Madrid                 | 2020–21        | Primera División | 0      | 0    | 1             | 0             | 0             | 0             | 1      | 0      |
| Real Madrid                 | 2021–22        | Primera División | 0      | 0    | 0             | 0             | 0             | 0             | 0      | 0      |
| Real Madrid                 | Celkem         | Celkem           | 0      | 0    | 1             | 0             | 0             | 0             | 1      | 0      |
| CD Leganés (hostování)      | 2018–19        | Primera División | 5      | 0    | 2             | 0             | —             | —             | 7      | 0      |
| Real Valladolid (hostování) | 2019–20        | Primera División | 0      | 0    | 2             | 0             | —             | —             | 2      | 0      |
| Real Oviedo (hostování)     | 2019–20        | Segunda División | 20     | 0    | —             | —             | —             | —             | 20     | 0      |
| Kariéra celkem              | Kariéra celkem | Kariéra celkem   | 76     | 0    | 9             | 0             | 6             | 0             | 91     | 0      |

### Mezinárodní
K 11. listopadu 2020
| Ukrajina | Ukrajina | Ukrajina |
| Rok      | Zápasy   | Góly     |
| -------- | -------- | -------- |
| 2018     | 4        | 0        |
| 2019     | 1        | 0        |
| 2020     | 1        | 0        |
| Celkem   | 6        | 0        |

## Úspěchy

### Mezinárodní
Ukrajina U20
- Mistrovství světa ve fotbale hráčů do 20 let[15]

### Individuální
- Mistrovství světa ve fotbale hráčů do 20 let - Zlatá rukavice: 2019[21]